# Marché Madina
Marché Medina est un marché à Conakry, en Guinée et l'un des plus grands marchés d'Afrique de l'Ouest.

## Histoire
Le marché a été le théâtre de la révolte des femmes du marché guinéen en 1977 qui a marqué un tournant dans l'histoire économique du pays et a été célébré comme une fête nationale après la fin du régime du président Ahmed Sékou Touré.
Selon Lonely Planet, il « vend tout, des articles ménagers chinois au tissu indigo » et aux vieux magazines. Comme le Marché du Niger, il vend également une large gamme de fruits et légumes.
Il fait partie des plus grands marchés d'Afrique de l'Ouest.

## Voir également
- Marché du Niger
- Liste des bâtiments et structures en Guinée